# Shaftesbury Settlement
Shaftesbury Settlement est une communauté située dans la province d'Alberta, dans le centre-ouest.